# Atletik under sommer-OL 2020 - trespring (damer)
Kvinders trespring ved sommer-OL 2020 i Tokyo afholdes på Japans nationalstadion den 30. juli og 1. august.

## Resultater

### Kvalifikation
Kvalifikationskrav: Det direkte kvalifikationskrav var 14,40 m (Q) eller at være blandt de 12 bedste (q).
| #  | Gruppe | Udøvere                | Nation                    | 1     | 2     | 3     | Resultat | Note  |
| -- | ------ | ---------------------- | ------------------------- | ----- | ----- | ----- | -------- | ----- |
| 1  | A      | Yulimar Rojas          | Venezuela                 | 14,77 | --    | --    | 14,77    | Q     |
| 2  | B      | Thea LaFond            | Dominica                  | 14,66 | --    | --    | 14,66    | Q, NR |
| 3  | A      | Ana Peleteiro          | Spanien                   | 14,34 | 14,62 | --    | 14,62    | Q     |
| 4  | B      | Patrícia Mamona        | Portugal                  | 14,54 | --    | --    | 14,54    | Q     |
| 5  | B      | Liadagmis Povea        | Cuba                      | 14,50 | --    | --    | 14,50    | Q     |
| 6  | B      | Shanieka Ricketts      | Jamaica                   | 14,43 | --    | --    | 14,43    | Q     |
| 7  | A      | Caterine Ibargüen      | Colombia                  | 14,02 | 14,08 | 14,37 | 14,37    | q     |
| 8  | B      | Hanna Minenko          | Israel                    | 14,27 | 14,35 | 14,36 | 14,36    | q     |
| 9  | A      | Kimberly Williams      | Jamaica                   | 13,38 | 13,86 | 14,30 | 14,30    | q     |
| 10 | B      | Rouguy Diallo          | Frankrig                  | 14,20 | 14,29 | 13,91 | 14,29    | q     |
| 11 | A      | Keturah Orji           | USA                       | 14,26 | 13,91 | 14,17 | 14,26    | q     |
| 12 | B      | Kristiina Mäkelä       | Finland                   | 14,21 | 14,06 | 14,08 | 14,21    | q     |
| 13 | A      | Senni Salminen         | Finland                   | 14,20 | 13,68 | 14,07 | 14,20    |       |
| 13 | A      | Neele Eckhardt-Noack   | Tyskland                  | 13,88 | 13,92 | 14,20 | 14,20    |       |
| 15 | B      | Davisleydi Velazco     | Cuba                      | 14,14 | X     | X     | 14,14    |       |
| 16 | B      | Ana José Tima          | Den Dominikanske Republik | 13,87 | 14,11 | X     | 14,11    |       |
| 17 | B      | Núbia Soares           | Brasilien                 | X     | 14,04 | 14,07 | 14,07    |       |
| 18 | B      | Viyaleta Skvartsova    | Hviderusland              | 13,93 | X     | 14,05 | 14,05    |       |
| 19 | A      | Evelise Veiga          | Portugal                  | 13,93 | 13,63 | 13,57 | 13,93    | NR    |
| 20 | A      | Olha Saladukha         | Ukraine                   | 13,49 | 13,91 | 13,88 | 13,91    |       |
| 21 | A      | Dariya Derkach         | Italien                   | 13,69 | 13,73 | 13,90 | 13,90    |       |
| 22 | A      | Gabriela Petrova       | Bulgarien                 | X     | 13,79 | X     | 13,79    |       |
| 23 | A      | Jasmine Moore          | USA                       | X     | X     | 13,76 | 13,76    |       |
| 24 | B      | Olga Rypakova          | Kasakhstan                | 13,66 | 13,69 | X     | 13,69    | SB    |
| 25 | B      | Tori Franklin          | USA                       | 13,23 | 13,68 | 13,58 | 13,68    |       |
| 26 | A      | Mariya Ovchinnikova    | Kasakhstan                | X     | 13,34 | X     | 13,34    |       |
| 27 | B      | Yosiris Urrutia        | Colombia                  | X     | X     | 13,16 | 13,16    |       |
| 28 | B      | Diana Zagainova        | Litauen                   | X     | 13,10 | X     | 13,10    |       |
| 29 | A      | Roksana Khudoyarova    | Usbekistan                | 12,63 | 13,02 | 13,01 | 13,02    |       |
| 29 | B      | Kristin Gierisch       | Tyskland                  | X     | 13,02 | --    | 13,02    |       |
| 31 | A      | Irina Ektova           | Kasakhstan                | X     | 12,90 | X     | 12,90    |       |
| 32 | B      | Paraskevi Papachristou | Grækenland                | X     | 12,23 | X     | 12,23    |       |
| -- | A      | Nadia Eke              | Ghana                     | X     | X     | X     |          | NM    |
| -- | A      | Leyanis Perez          | Cuba                      | --    | --    | --    |          | DNS   |

### Finale
| Placering                        | Udøvere           | Nation    | 1     | 2     | 3     | 4               | 5               | 6               | Distance | Noter  |
| -------------------------------- | ----------------- | --------- | ----- | ----- | ----- | --------------- | --------------- | --------------- | -------- | ------ |
| 1                                | Yulimar Rojas     | Venezuela | 15.41 | 14.53 | x     | 15.25           | x               | 15.67           | 15.67    | WR, OR |
| 2. plads, sølvmedaljemodtager(e) | Patrícia Mamona   | Portugal  | 14.91 | 12.30 | x     | 15.01           | 14.66           | 14.97           | 15.01    | NR     |
| 3                                | Ana Peleteiro     | Spanien   | 14.55 | 14.77 | x     | 14.63           | 14.87           | 14.65           | 14.87    | NR     |
| 4                                | Shanieka Ricketts | Jamaica   | x     | x     | 14.47 | 14.84           | 14.62           | 14.76           | 14.84    |        |
| 5                                | Liadagmis Povea   | Cuba      | 14.70 | 14.70 | 14.52 | 14.31           | 14.38           | 14.50           | 14.70    |        |
| 6                                | Hanna Minenko     | Israel    | 14.52 | 14.60 | 14.27 | 14.29           | x               | x               | 14.60    | SB     |
| 7                                | Keturah Orji      | USA       | 14.59 | 14.10 | 13.82 | 14.12           | 14.43           | x               | 14.59    |        |
| 8                                | Kimberly Williams | Jamaica   | 13.77 | x     | 14.51 | 14.12           | 14.47           | 14.28           | 14.51    |        |
| 9                                | Rouguy Diallo     | Frankrig  | 14.38 | 14.28 | x     | Gik ikke videre | Gik ikke videre | Gik ikke videre | 14.38    |        |
| 10                               | Caterine Ibargüen | Colombia  | 14.25 | 14.01 | 14.19 | Gik ikke videre | Gik ikke videre | Gik ikke videre | 14.25    |        |
| 11                               | Kristiina Mäkelä  | Finland   | 14.17 | 14.03 | 13.90 | Gik ikke videre | Gik ikke videre | Gik ikke videre | 14.17    |        |
| 12                               | Thea LaFond       | Dominica  | x     | 12.57 | x     | Gik ikke videre | Gik ikke videre | Gik ikke videre | 12.57    |        |